# Линия Паасикиви — Кекконена
Линия Па́асикиви — Ке́кконена — направление внешней политики в послевоенной Финляндии, главным содержанием которого было поддержание дружественных, взаимовыгодных отношений с СССР. Данный внешнеполитический курс получил своё название по имени двух послевоенных президентов Финляндии — Юхо Кусти Паасикиви и Урхо Калева Кекконена.

## История
После выхода Финляндии из Второй мировой войны в 1944 году премьер-министром независимой Финляндской Республики стал Юхо Кусти Паасикиви. В состав его кабинета под влиянием Союзной контрольной комиссии, руководимой А. А. Ждановым, вошли финские коммунисты. Опираясь на поддержку ведущих политических партий, он выдвинул идею стабильно развивающейся, независимой Финляндии и укрепления её международных позиций на основе установления добрососедских отношений с Советским Союзом. Не давая точного определения своей политике, он характеризовал её как «политику осторожности, переговоров и компромиссов», исходящую из географического положения Финляндии, диктующего необходимость хороших отношений с Советским Союзом. Став первым президентом в послевоенной Финляндской Республике в 1946 году и оставаясь им до 1956 года, он последовательно осуществлял эту реалистическую политику, что нашло поддержку со стороны подавляющего большинства населения Финляндии. В основу проводимой политики был положен Договор о дружбе, сотрудничестве и взаимной помощи между СССР и Финляндией, подписанный 6 апреля 1948 года.
На цоколе памятника Ю. К. Паасикиви в Хельсинки высечено его кредо: «Осознание реальных фактов есть основа любой политики». В мировой политике линия Паасикиви исходила из целесообразности занимать позицию стороннего наблюдателя, поскольку «в международном развитии голос малых стран не слышен».
Работая вместе с Ю. К. Паасикиви, главную ответственность за формирование и осуществление нового послевоенного внешнеполитического курса Финляндии нёс также Урхо Калева Кекконен, который в 1950—1956 гг. был пять раз главой правительства, а затем сменил Ю. К. Паасикиви на посту президента. Оставаясь на этом посту четверть века, У. К. Кекконен продолжил начатую линию на нейтралитет Финляндии и поддержание добрососедских отношений между СССР и Финляндией.
За время пребывания У. К. Кекконена на посту руководителя государства внешнеполитический курс Финляндии окончательно сформировался и упрочился как подлинно независимый, направленный на интересы своего государства курс. В процессе реализации выработанного внешнеполитического курса У. Кекконену не раз приходилось испытывать давление со стороны стран НАТО. Он был одним из первых государственных деятелей на Западе, кто смог подняться над национальным эгоизмом и стереотипами холодной войны, чтобы понять жизненную необходимость не просто сосуществования, но и широкого взаимовыгодного сотрудничества государств и народов в новых исторических условиях. Проводимая им политика получила в западной историографии и средствах массовой информации на Западе специальный термин «финляндизация», носящее негативный оттенок.
Термин «финляндизация» уже прочно вошёл в оборот. Однако многие финны считают, что вокруг этого понятия наросло большое количество стереотипов. Так Ханна Ойанен из финского Института международных отношений говорит:

Для вас финляндизация означает покорность и осторожную позицию по отношению к России. Однако у этого термина есть и позитивное значение, он определяет, по существу, прагматичное сотрудничество и поддержание корректных отношений с Россией.
Политика, проводимая Ю. К. Паасикиви и У. К. Кеконеном, нашла понимание и поддержку со стороны руководства СССР. В 1954 году Ю. К. Паасикиви был награждён орденом Ленина. У. К. Кекконен был также награждён высшими правительственными наградами СССР: орденом Ленина в 1964 году, орденом Дружбы народов в 1973 году. В 1980 году ему была присуждена Международная Ленинская премия «За укрепление мира между народами».
Политика, начатая Ю. Паасикиви и У. Кекконеном, была продолжена следующим президентом Финляндской Республики М. Койвисто. Вступая в 1982 году на пост главы государства, он назвал своей первостепенной задачей неуклонное проведение и впредь внешнеполитического курса, основанного и сформированного президентами Ю. Паасикиви и У. Кекконеном: «Наследие, полученное от Ю. К. Паасикиви и У. К. Кекконена, я не намерен подрывать и также не позволю, чтобы его подрывали. Хочу с особой силой подчеркнуть, что основы нашей внешней политики постоянны, и они не изменятся во время моего пребывания на посту президента». В апреле 1990 года М. Койвисто вновь подчеркнул, что и в меняющейся Европе Финляндия идёт по пути, указанному Ю. К. Паасикиви и У. К. Кекконеном.
Избранные соответственно в 1994 и 2000 годах финские президенты Мартти Ахтисаари и Тарья Халонен продолжили проводить линию добрососедства, идущую от их предшественников.
Благодаря реализации принципов внешней и внутренней политики президентами Финляндии после 1944 года, послевоенное развитие Финляндии шло устойчивыми темпами. Финляндии по уровню жизни вышла на лидирующие позиции в мире. В 2010 году страна была на первом месте в списке «Лучшие страны мира» (англ. The world's best countries), по версии журнала Newsweek, а с 2010-х годов вышла на первое место по уровню стабильности, по оценке американского фонда «Fund for Peace». В июне 2012 рейтинговое агентство Fitch Ratings присвоило Финляндии самый высокий рейтинг по долгосрочным кредитам (ААА).
В 2013 году, на основании рапорта органа Совета Европы по борьбе с коррупцией «Greco», Финляндия являлась одной из наименее коррумпированных стран Европейского союза.